# 大川城 (越後国)
大川城（おおかわじょう）は、新潟県村上市府屋にある日本の城跡。中世の越後国岩船郡（瀬波郡）府屋に勢力を張った大川氏の拠点であり、山麓の居館（大川館、または藤懸り館）と、背後の山城（古館山・高館山）からなる。

## 概要

### 大川氏
大川氏は中世の越後国岩船郡（瀬波郡）に勢力を張った国人であり、その活動は南北朝時代に遡る。史料には、南北朝時代に北朝方に属した大川将長（彦次郎）の名が見え、戦国時代には、府屋に曹洞宗寺院の高岩寺を開基した大川家貞や、上杉謙信に仕えて1561年（永禄4年）の第4次川中島の戦いに参加し戦死したと伝わる大川忠秀らの名が見える。

### 大川城（古館山・高館山）
村上市北部、日本海に注ぐ大川の左岸にそびえ、北西方向に延びる丘陵の尾根筋上に位置する山城である。標高約60メートルの「古館山」の山頂と、そこから1キロメートル南東に位置する標高約130メートルの「高館山」の山頂にそれぞれ城郭遺構が存在しており、一括して大川城と呼ばれている。県の遺跡番号は「村上市No.638」と登載されている。築城年は不明であるが、現在の城跡は戦国時代の遺構を留めていると考えられている。
古館山は大川館（藤懸り館）の背後に位置し、館から古館山への登り口に造られた階段状の曲輪のほか、山頂部一帯に本曲輪を含め4つの主要な曲輪と腰曲輪を持ち、土塁や堀切を数多く設けて堅牢な防御施設を構築している。
古館山の南東1キロメートルにある高館山も、古館山と同規模の山城遺構を構築しており、南方・西方に展望がきくことから、当城塞群の背後を固めた「詰城」と考えられている。
また、大川城全体は、越後国最北部で出羽国と接する位置にあり、国境防衛における重要城郭＝「境目の城」として機能したと考えられている。

#### 発掘調査
村上市域では、日本海沿岸東北自動車道（国道7号・朝日温海道路）建設工事が進められているが、当道路のトンネルが大川城の位置する丘陵（古館山）中腹斜面を貫通して敷設される計画となっており、2021年（令和3年）にトンネル建設予定地内で発掘調査が行なわれた。調査の前から視認されていた斜面を横切るテラス状の段差が、山城に付帯する犬走りではないかと思われたが、発掘調査の結果、中腹の溜池から山麓の大川館（藤懸り館）跡にあった水田に水を引く近世ごろの水路跡と判断された。ただし15-16世紀に遡る染付皿も出土した。

### 大川館（藤懸り館）
古館山から北西に降った山麓には、大川に面した一辺100メートルほどの河岸段丘上の平坦面と、その西側に三角形状に突出した平坦面がある。これらは大川氏の平時の居館跡として「大川館」または「藤懸り館」と呼ばれている。県の遺跡番号は「村上市No.643」。北東側は大川に面した段丘崖に守られ、南西側は空堀で守られている。
これらの城郭群を形成した大川氏は、戦国・織豊時代にいたるまで越後上杉氏の北辺の防備に尽力したが、1598年（慶長3年）に上杉景勝が豊臣秀吉の命で会津に移封されると大川氏も郷里を離れ、大川城は廃城となった。ただし、1597年（慶長2年）までに作成されたと見られる『越後国瀬波郡絵図』は、古館山・高館山の山城を「ふる城」と記載し、大川館（藤懸り館）以外に建物を描いていないことから、山城群はより古い段階で機能を停止していたと考えられている。